# Bandeira da Carélia
A Bandeira da Carélia é um dos símbolos oficiais da República da Carélia, uma subdivisão da Federação Russa. A atual versão foi adotada em 13 de fevereiro de 1993.

## Descrição
Seu desenho consiste em um retângulo com proporção largura-comprimento de 2:3 dividido em três faixas horizontais de mesma largura. A superior é vermelha, a intermediária azul e a inferior verde.

## História

Bandeira de 1920—1922 e de 1941—1944

1940-1953

1953—1956

1978-1991

A durante o século XX a Carélia mudou de mãos várias vezes além de ter suas fronteiras alteradas. O status dentro da União Soviética também foi alterado várias vezes, assim como sua bandeira.
Antes da Fundação da União Soviética
A primeira bandeira proposta para a República da Carélia foi feita em 1918, pelo artista finlandês Jonas Heyska. A bandeira era azul com uma representação da constelação Ursa Maior no canto superior esquerdo. Propôs-se como uma bandeira da Carélia Branca. A bandeira não foi oficialmente utilizada.
Em 1920, o pintor finlandês Akseli Gallen-Kallela criou uma bandeira que era um símbolo do relacionamento dos carélios com os finlandeses. O novo pavilhão era semelhante na composição à bandeira finlandesa, com uma Cruz Nórdica mas em diferentes cores: uma cruz preta com bordas vermelhas sobre um fundo verde. A bandeira foi utilizada até 1922 porque a república deixou de existir. Entre 1941 e 1944 a bandeira foi novamente utilizada pelas autoridades finlandesas, no território ocupado Carélia.
República Socialista Soviética Autônoma da Carélia - RSSAC (1922-1937)
A primeira bandeira da Carélia soviética surgiu apenas em 1937, sendo aprovada em 17 de junho no XI Congresso Extraordinário dos Municípios da República Socialista Soviética Autónoma da Carélia (RSSAC), juntamente com a nova Constituição da República. O pavilhão era vermelho com letras em ouro escrito "Rússia" em russo (Росси́я) e "República Socialista Soviética Autónoma da Carélia" ou, abreviadamente" RSSA da Carélia", em russo (КарелЬская ACCP), finlandês (VSFST - Karjalan Asst) e Carélio (VSFSR - Karjalan USDA e, após a reforma da língua: RSFSR - Karelskoi ASSR). Mas já em 29 de dezembro do mesmo ano, após repressão maciça contra as lideranças finlandesas e a privação do finlandês como língua oficial, a inscrição na bandeira passam a ser apenas em russo e carélio.
República Socialista Soviética Carelo-Finlandesa - RSSCF (1940-1952)
A conversão da RSSAC em República Socialista Soviética Carelo-Finlandesa, ou, abreviadamente, RSS Carelo-Finlandesa (RSSCF), e a restauração do finlandês como língua oficial implicou também em alteração dos símbolos nacionais. A bandeira, aprovada pela nova constituição da República, em 9 de junho de 1940, seguia o modelo da a bandeira da União Soviética, a diferença era apenas a inscrição "RSS Carelo-Finlandesa" em russo (Карело-Финская CCP) e finlandês (Karjalais-Suomalainen SNT).
Um novo pavilhão no qual, pela primeira vez, trazia os elementos da bandeira moderna foi aprovada em 13 de março de 1953 por decreto do Presidium do Conselho Supremo RSSCF. Em termos gerais, ele repetiu o modelo das bandeira de outras repúblicas da União Soviética; A maior parte da bandeira era vermelha na parte superior, com o símbolo da foice e martelo em ouro. As listras azul e verde na parte inferior simbolizavam a base dos recursos naturais da Carélia, as florestas e os lagos.
Após conversão da RSSCF na República Autônoma Socialista Soviética da Carélia (RASSC) a bandeira foi novamente mudada. De acordo com a Constituição RASSC de 20 de Agosto de 1956, a bandeira da república tornou-se similar à da República Socialista Federativa Soviética da Rússia (RSFSR) com uma característica distinta; a presença de abreviaturas e KASSR e KASNT sob a foice eo martelo. Em 1978, com a adoção de uma nova Constituição da RASSAC, as abreviaturas na bandeira foram substituídas por "RASS da Carélia" em russo (КарелЬская CCPA) e em carélio (Karjalan ASNT). A bandeira da Carélia continuou a existir nesta forma até o início dos anos 90, quando foi substituída pela atual.

## Simbolismo
A faixa vermelha representa os sentimentos calorosos, a unidade e a cooperação dos povos da Carélia, o azul simboliza os lagos, que são abundantes na região, e o verde as florestas.